# Foreningen af 3. December 1892
Foreningen af 3. December 1892 var, som navnet siger, en forening stiftet 3. december 1892, der havde til formål at virke for opmåling og beskyttelse af Danmarks ældre arkitektur og bygningskultur. Foreningens medlemmer, arkitektstuderende og arkitekter, producerede i årenes løb en anselig mængde opmålinger, der i dag er vigtige vidnesbyrd om nu forsvundne eller ændrede bygningsværker i Danmark.
Foreningen foretog i 1908 og 1909 en studierejse til Sønderjylland for at opmåle ældre dansk arkitektur. Disse opmålinger, og foreningens virke generelt, fik stor betydning for fremkomsten af Bedre Byggeskik-bevægelsen.
Foreningen oprettede også i foråret 1929 Bygningsteknisk Studiearkiv, der i efteråret 1932 blev overtaget af Kunstakademiet og nu indgår i Kunstakademiets Arkitektskoles Bibliotek.

## Udgivelser
- Opmaalinger udgivne af Foreningen af 3die December 1892.
- Louis Bobé & Christian Axel Jensen, Liselund, 1918.